# Uehlfeld
Uehlfeld település Németországban, azon belül Bajorországban. Lakosainak száma 3142 fő (2023. december 31.).

## Népesség
A település népessége az elmúlt években az alábbi módon változott:
| Lakosok száma | 906  | 1177 | 1821 | 2182 | 2861 | 2905 | 2964 | 2987 | 3092 | 3142 |
|               | 1875 | 1950 | 1975 | 1987 | 2012 | 2014 | 2016 | 2017 | 2021 | 2023 |